# Tomas Žiukas
Tomas Žiukas (* 2. Dezember 1970 in Klaipėda, Sowjetunion) ist ein ehemaliger litauischer Fußballspieler.

## Sportlicher Werdegang
Žiukas entstammt der Jugend von Atlantas Klaipėda. Für den Klub machte der Abwehrspieler Ende der 1980er Jahre im zur Zeit der Sowjetunion drittklassigen regionalen Ligabereich der Litauischen SSR seine ersten Schritte im Erwachsenenbereich. 1990 wechselte er zum Lokalrivalen FK Sirijus Klaipėda, der nach der Unabhängigkeit des Landes im selben Jahr die im Pokalmodus ausgetragene erste Meisterschaft gewann. Anschließend ging er zum FK Žalgiris Vilnius, der in der neu formierten A lyga antrat. In der Spielzeit 1991 lief er in allen 14 Meisterschaftsspielen auf, als der Klub den Meistertitel gewann. Auch in der folgenden Spielzeit gehörte er bei der erfolgreichen Titelverteidigung zu den Stammkräften und wurde von Nationaltrainer Algimantas Liubinskas im Mai 1992 erstmals in die litauische Nationalmannschaft berufen, für die er bei einem 1:1-Remis gegen Moldawien debütierte. Dort etablierte er sich als Stammspieler in der Defensive, während er mit dem Klub regelmäßig Vizemeister wurde.
Anfang 1995 lockte der Ligarivale FK ROMAR Žiukas, mit dem Vorjahrsmeister belegte er am Ende der Spielzeit 1994/95 den dritten Platz. Der den Klub als Mäzen mit seinem Unternehmen ROMAR unterstützende Romas Marcinkevičius zog sich jedoch im Sommer zurück, der Klub geriet daraufhin in finanzielle Probleme und wurde in den unterklassigen Ligabereich zurückgestuft – später wurde er sogar aufgelöst. Žiukas wechselte zu Beginn der Spielzeit 1995/96 daher zu Sakalas Šiauliai, mit dem Verein wurde er hinter Titelverteidiger FK Inkaras Kaunas Vizemeister und gewann im Endspiel um den Landespokal gegen diesen den Titel. In der Spielzeit 1996/97 gewann er mit dem nun als FK Kareda antretenden Klub den dritten Meistertitel seiner Karriere.
Žiukas wechselte im Sommer 1997 ins Ausland und schloss sich dem deutschen Zweitligisten VfB Leipzig an. Unter Trainer Sigfried Held sowie dessen Nachfolger Damian Halata war er dabei in der ersten Saisonhälfte der Spielzeit 1997/98 über weite Strecken Stammspieler, kam aber nach seinem elften Saisonspiel am 15. Spieltag bei einer 0:2-Auswärtsniederlage bei Fortuna Köln nur noch zu einem Kurzeinsatz als Einwechselspieler am 20. Spieltag bei einer 1:3-Niederlage beim 1. FC Nürnberg. Damit einhergehend endete 1998 seine Nationalmannschaftskarriere nach 45 Länderspieleinsätzen, im September 1997 hatte er bei der 1:2-Niederlage gegen Irland im Rahmen der erfolglos verlaufenden Qualifikation zur Weltmeisterschaft 1998 sein einziges internationales Tor erzielt.
Žiukas kehrte anschließend nach Litauen zurück, wo er zunächst erneut für den FK Kareda und anschließend Atlantas Klaipėda spielte. Anfang 2000 wechselte er zum russischen Zweitligisten FK Metallurg Lipezk, wo er seine höherklassige Laufbahn beendete.